# Musée des Beaux-Arts de Valenciennes
Pour les articles homonymes, voir Musée des beaux-arts.
Le musée des Beaux-Arts de Valenciennes est un musée municipal de la ville de Valenciennes. Issu des collections de l'Académie valenciennoise de peinture et de sculpture, le musée fut ouvert pour la première fois au public en 1801. En 1834, un musée communal fut installé dans l'hôtel de ville.
À la fin du XIXe siècle à la suite d'un concours, un nouveau bâtiment fut érigé d'après les plans de l'architecte Paul Dusart et le 27 juin 1909, il fut inauguré.

## Histoire

### Une collection d'académie
L'histoire des collections du Musée des Beaux-Arts de Valenciennes commence avec la fondation de l'Académie de Peinture et de Sculpture de la ville en 1782. Elle est affiliée à l'Académie royale en 1785. Lieu d'études des arts et du dessin, ses collections se forment des travaux d'élèves et des œuvres d'artistes. Ces dernières sont en particulier les morceaux de réception offert avant l'intégration des artistes au groupes des académiciens. Ceux-ci sont conservés par l'académie et présenté au Salon de l'école et lors d'expositions.
En 1794, dans le sillage de la Révolution, l'Académie est fermée. Tandis que les collections restent sur place, elles sont rejointes le 20 janvier 1798 par des saisies révolutionnaires, en particulier 128 pièces installées dans le Salon de l'Académie et 65 dans les autres espaces. Parmi les saisies révolutionnaires, la collection de Croÿ a une place importante tant quantitativement (tableaux, sculpture...) que qualitativement. En juin 1801, le mot musée apparaît pour la première fois pour désigner cet ensemble.
Ces collections ont été inventoriées le 6 juin 1801 et forment le cœur historique de la collection actuelle. Appartiennent ainsi aux morceaux de réception des œuvres de Louis de François Watteau et au groupe des saisies révolutionnaires, un grand nombre de peintures flamandes, dont le Triptyque de saint Étienne de Rubens provenant de l'abbaye de Saint-Amand.

### Une collection de musée

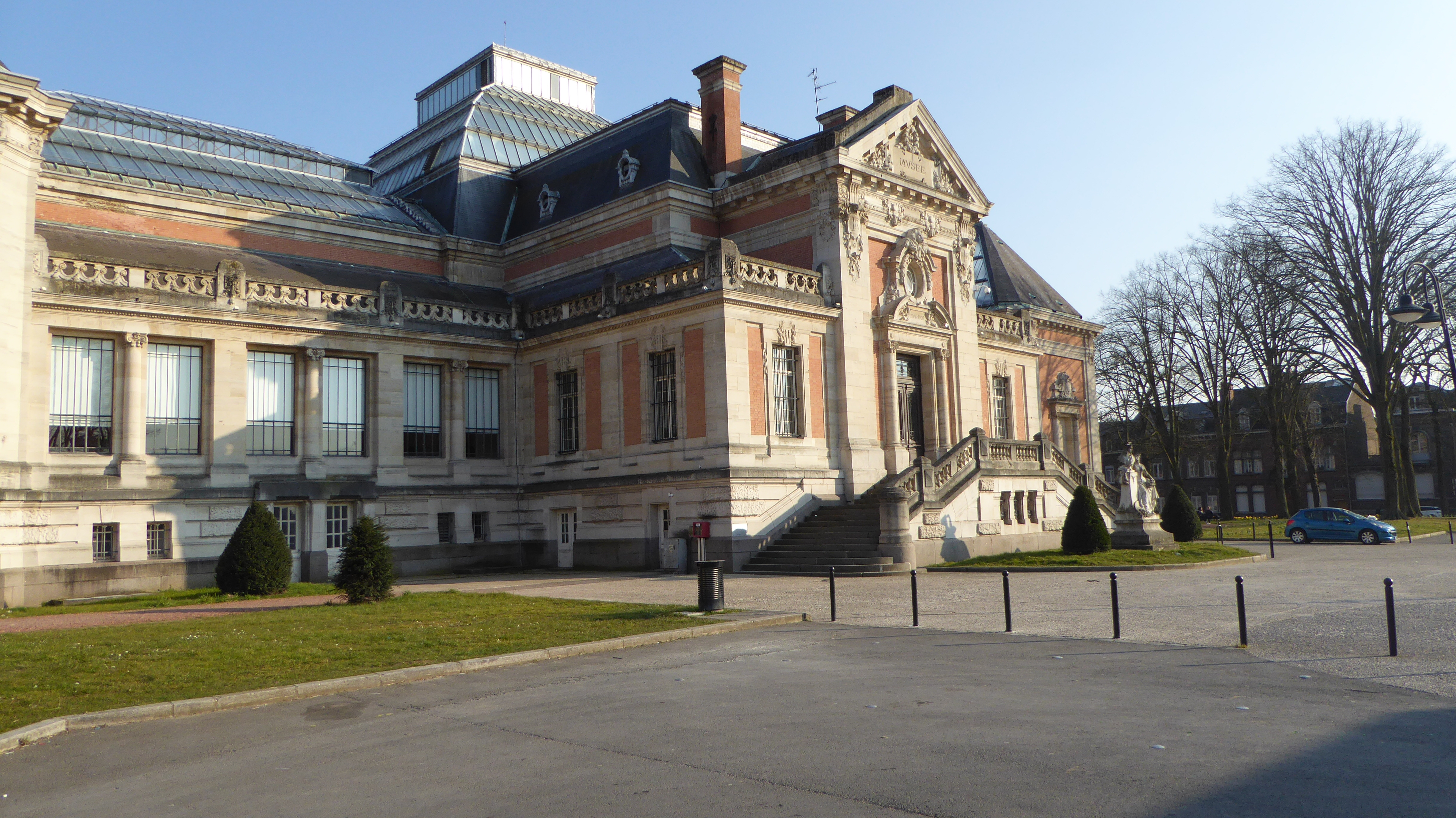
Vue extérieure du musée des Beaux-Arts.

Le musée est institué en août 1801. Encore lié à l'Académie, il n'acquiert des œuvres par dépôts de l’État ou par achat qu'à partir de 1827. En 1834, le musée est installé, pour des raisons de place, dans l'hôtel de ville. Alors que certaines œuvres saisies à la Révolution avaient réintégré des églises de la région, les œuvres réintègrent les collections en 1838. En 1939, le premier catalogue est publié. En 1882, le "musée Carpeaux" est inauguré dans trois salles du musée.
En 1888, une commission lance une réflexion sur la création d'un bâtiment plus adapté le long du rempart de la ville, en prévoyant sa destruction. Le concours est lancé en 1897. Le projet de Paul Dusart est sélectionné. Il est inauguré le 27 juin 1909. Jules Pilion, nommé responsable du musée, est, durant les travaux, chargé de scinder la collection entre les œuvres importantes qui intègre le nouveau musée et les œuvres de moins bonne qualité qui restent à l'hôtel de ville.

### D'une guerre à l'autre

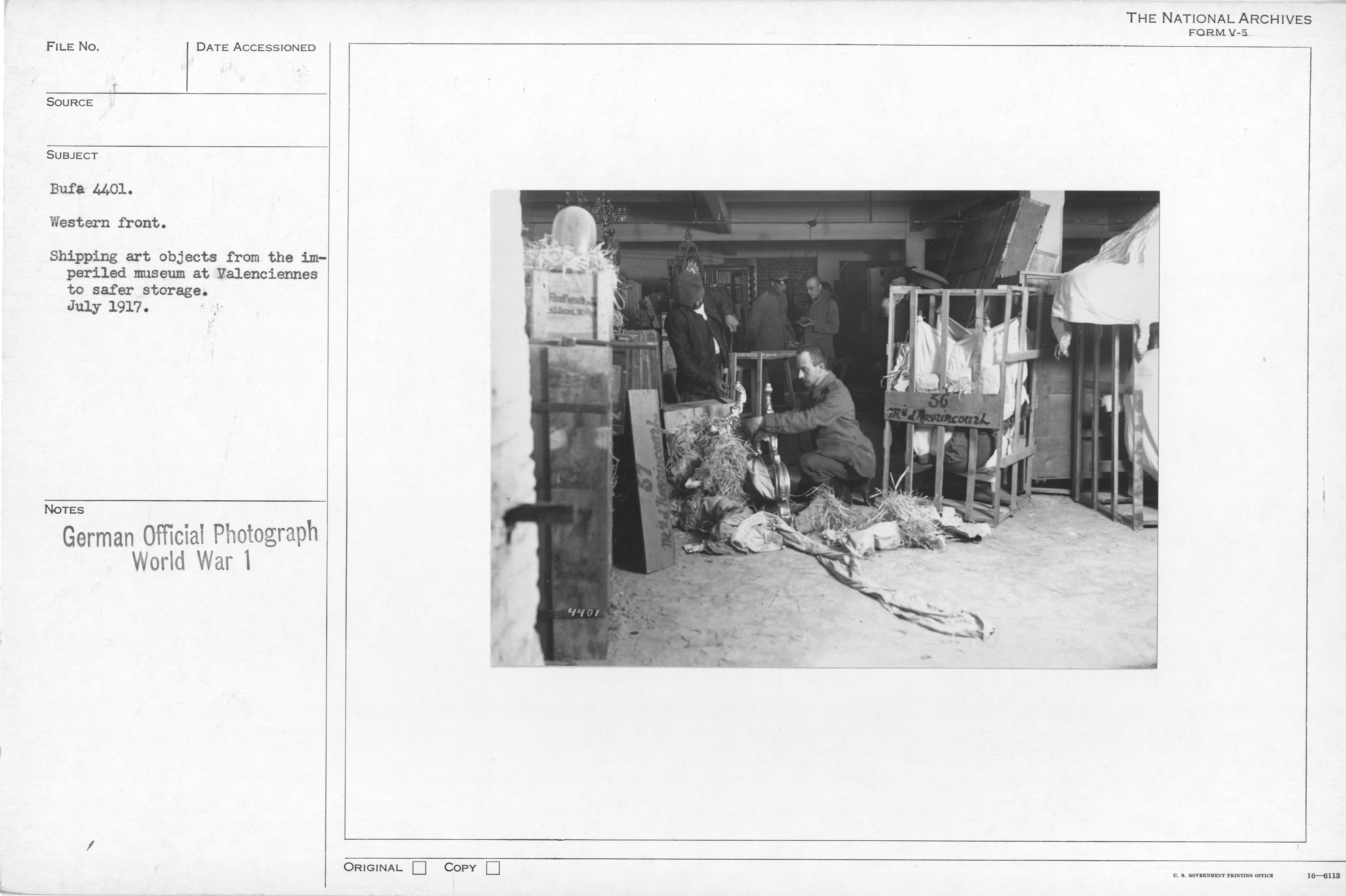
Evacuation des œuvres - juillet 1917

En 1916, le musée de Valenciennes est utilisé par les Allemands comme dépôt central pour réunir les œuvres de Lille, Cambrai, Douai et d'autres institutions dans le cadre du kunstschutz. Les œuvres sont évacuées peu avant la reprise de la ville par les Anglais en péniche vers Bruxelles. Les œuvres sont réinstallées en 1920 dans les salles du musée après sa rénovation.
Le conservateur Adolphe Lefrancq, en poste de 1922 à 1943, lance alors une grande politique d'expositions temporaires, dont celle du centenaire de Carpeaux en 1927 qui participe au développement du fonds Carpeaux à Valenciennes.
À partir du 10 mai 1940, deux semaines avant la prise de la ville par les Allemands, un incendie ravage la ville et les collections de l'hôtel de ville partent en fumée. Les collections du musée des Beaux-Arts sont, quant à elles, évacuées vers un château de Bretagne.

### Reconstruction et rénovations
Au sortir de la guerre, le musée de Valenciennes est sélectionné, avec 32 autres musées, pour être un musée classé, ce qui lui permet d'être dirigé par un conservateur nommé par l'État. Le musée rouvre en 1950 sous la direction de Raymond Blanc. Avec le temps, plusieurs espaces du bâtiment, dont la rotonde centrale, se détériorent. En 1995, il a été entièrement rénové, afin d'augmenter sa superficie par l'ouverture d'une crypte archéologique et d'améliorer la mise en valeur de ses collections. En 2002, le musée est labellisé musée de France. Une nouvelle rénovation a eu lieu en 2015. Une des plus grandes rénovations de son histoire commencera pendant l’été 2024 jusque fin 2026 et aura coûté plus de 19 millions d’euros.

## Architecture
Le Musée des Beaux-arts de Valenciennes prend place dans un grand bâtiment de 66m sur 32. Celui-ci est l'œuvre de l'architecte valenciennois Paul Dusart à la suite du concours lancé par la ville en 1899 en raison du démantèlement des remparts. Le bâtiment et sa porte de grandes dimensions sont tournés vers l'extérieur de la ville et le boulevard Watteau..
Les travaux eurent lieu entre 1905 et 1908 et ont été financés par une loterie. Le musée est inauguré le 25 juin 1909.
Les façades et toitures (dont les charpentes), et à l’intérieur les salles de l'axe central au rez-de-chaussée (vestibule, salle et salon Carpeaux, entrée secondaire et ses deux petites salles) font l'objet d'une inscription au titre des monuments historiques depuis le 2 mars 2023,

## Les collections

### Peinture

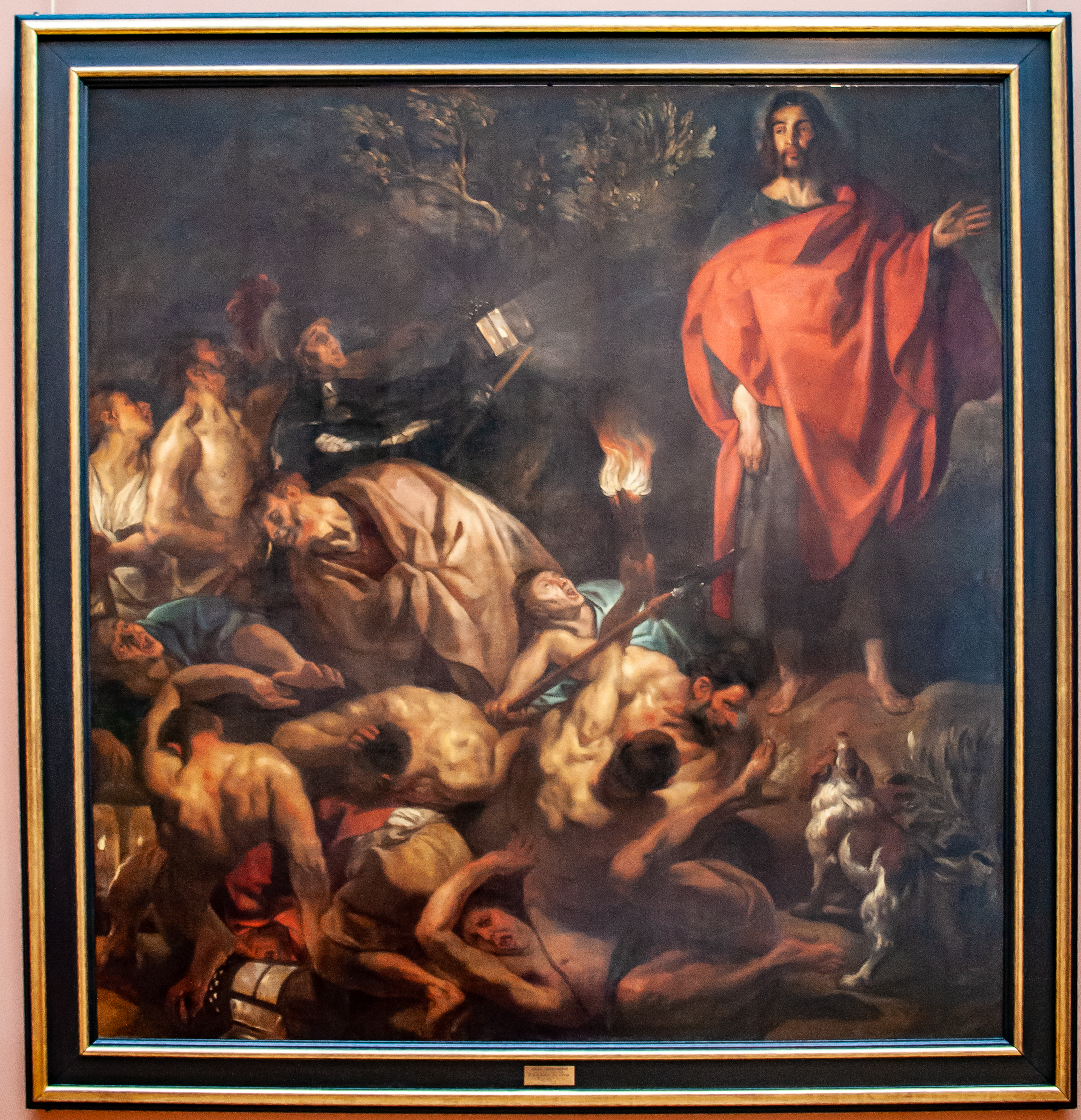
L'Arrestation du Christ, par Jacob Jordaens dans les années 1650.

Le musée comporte une importante collection de peintures surtout flamandes, mais aussi françaises, allant du Moyen Âge au XXe siècle :
- La peinture flamande (avec aussi quelques œuvres hollandaises) est amplement représentée depuis l'époque des primitifs jusqu'au siècle d'or qu'est le XVIIe siècle.
  - Pour les XVe et XVIe siècles, on remarque des œuvres de peintres tels que Jean Provost, Joos van Cleve, Le Banquier et sa femme d'après Marinus van Reymerswale, Pieter Coecke van Aelst, Maarten de Vos, Jan Sanders van Hemessen, Jan Cornelisz Vermeyen avec L'Adoration des mages et Frans Pourbus l'Ancien entre autres, ainsi que plusieurs anonymes.
  - Le XVIIe siècle, période de foisonnement culturel, est le mieux représenté avec de nombreuses œuvres de peintres célèbres et d'autres plus rares ou moins connus. On retrouve notamment des peintures de Jan Brueghel l'Ancien, Frans Pourbus le Jeune, Paul Rubens, Antoine van Dyck, Jacob Jordaens, Adriaen Brouwer, Gaspard de Crayer, David Teniers le Jeune, Frans Snyders, Cornelis Norbertus Gysbrechts, Willem Kalf, Hendrick van Balen, Adriaen van Utrecht, Peter Lely, Jan Davidsz de Heem, Jacob van Es, Abraham Janssens, Pieter Snayers, Pieter Neefs, Jan Boeckhorst, Jacques D'arthois, Abraham Willaerts et d'autres.
- La peinture française est illustrée par Charles Mellin, Meiffren Conte, Sébastien Bourdon, Noël Nicolas Coypel, Antoine Watteau, originaire de Valenciennes, et sa famille, Jean-Baptiste Pater, François de Troy, Nicolas Lancret, François Boucher (Pastorale), Charles André van Loo, Henri Harpignies, Hubert Robert ou encore au XIXe par Camille Pissarro ou Georges Rouault.
- On retrouve aussi, en nombre bien plus limité, des peintures italiennes dont notamment deux Ruines de Giovanni Paolo Pannini.

#### Galerie

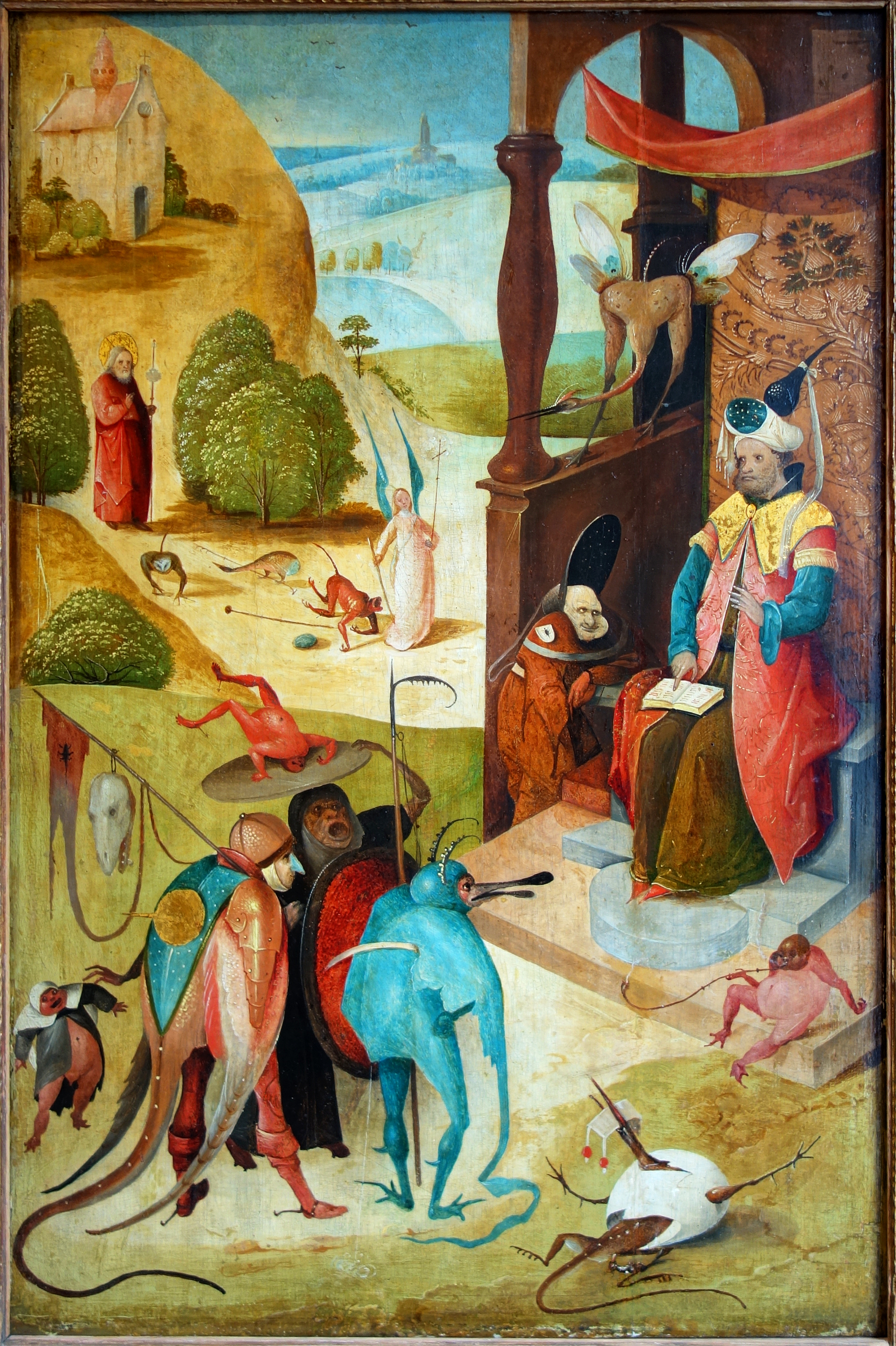
Suiveur de Jérôme Bosch, Saint Jacques le Majeur et le magicien Hermogène (1550-1575).
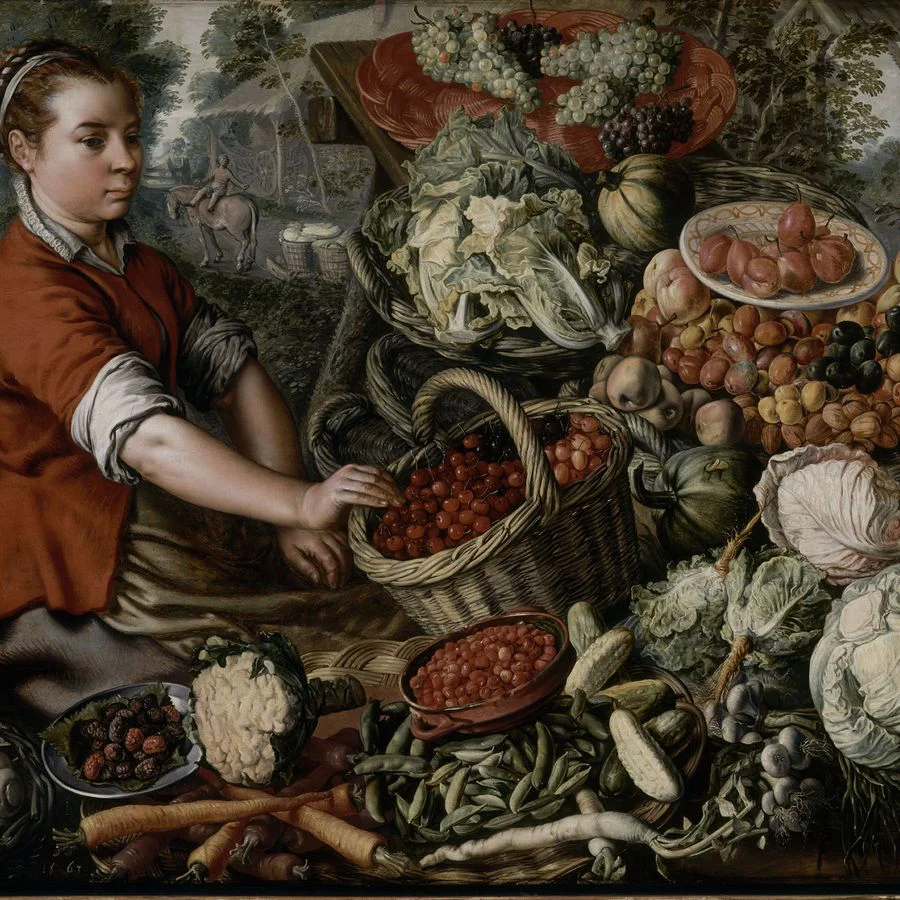
Joachim Bueckelaer, La Pourvoyeuse de légumes (1563).
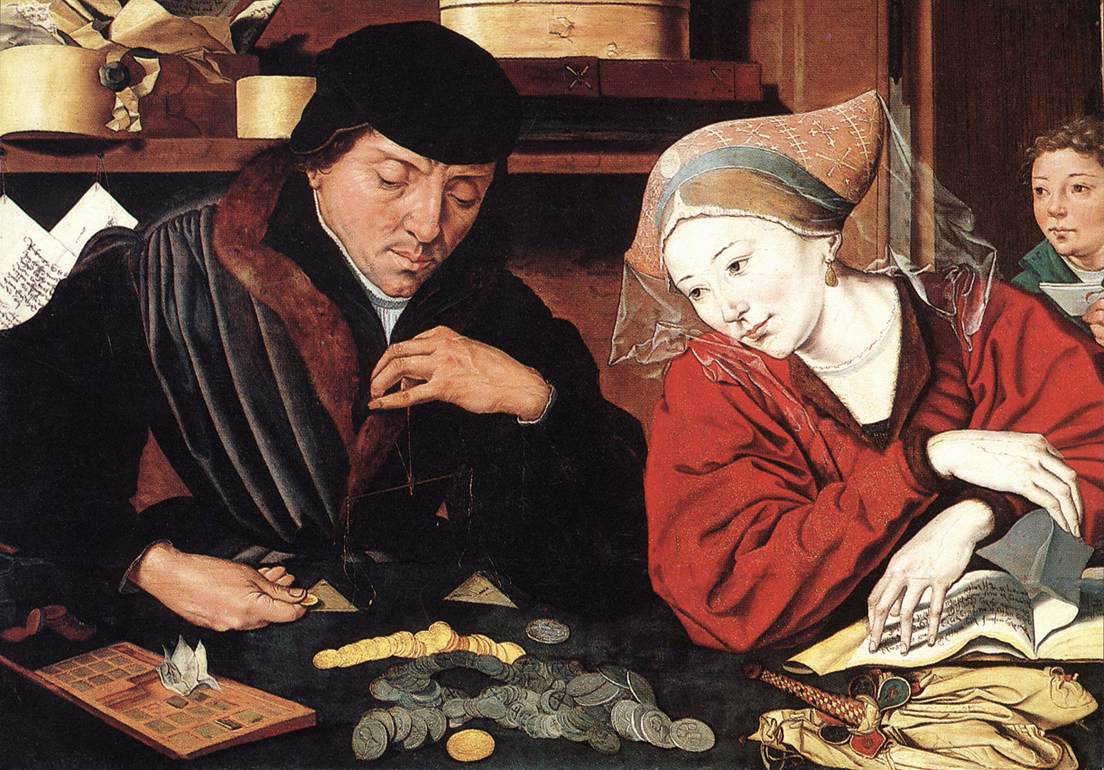
Marinus van Reymerswaele, Le Changeur et sa femme (1re moitié du XVIe siècle).
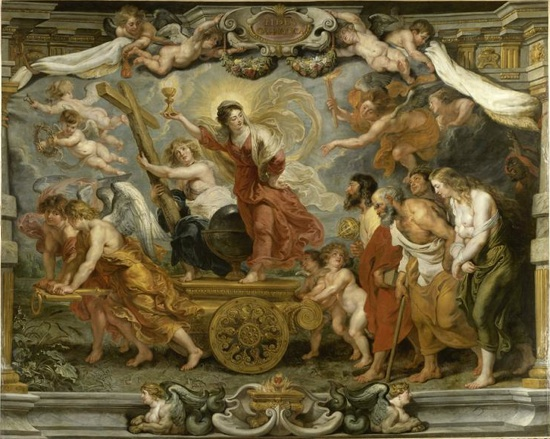
Pierre-Paul Rubens, Le Triomphe de la foi catholique (1re moitié du XVIIe siècle).
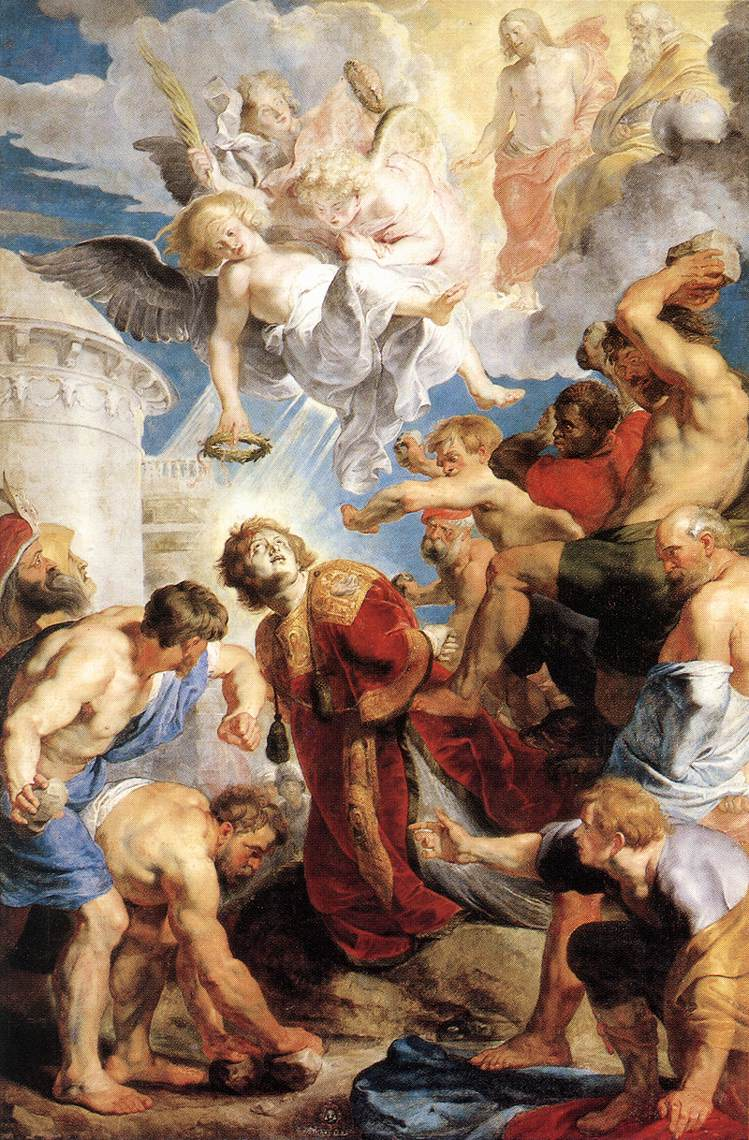
Pierre-Paul Rubens, La Lapidation de saint Étienne (1616-1617).
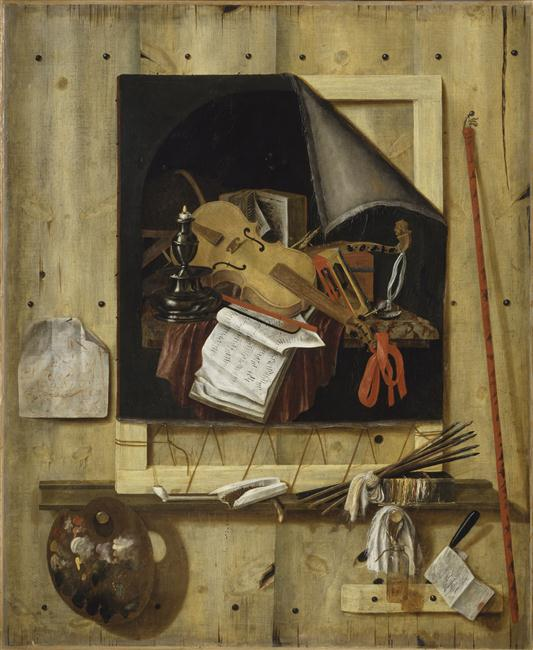
Cornelis Norbertus Gysbrechts, Trompe-l'œil (1665).
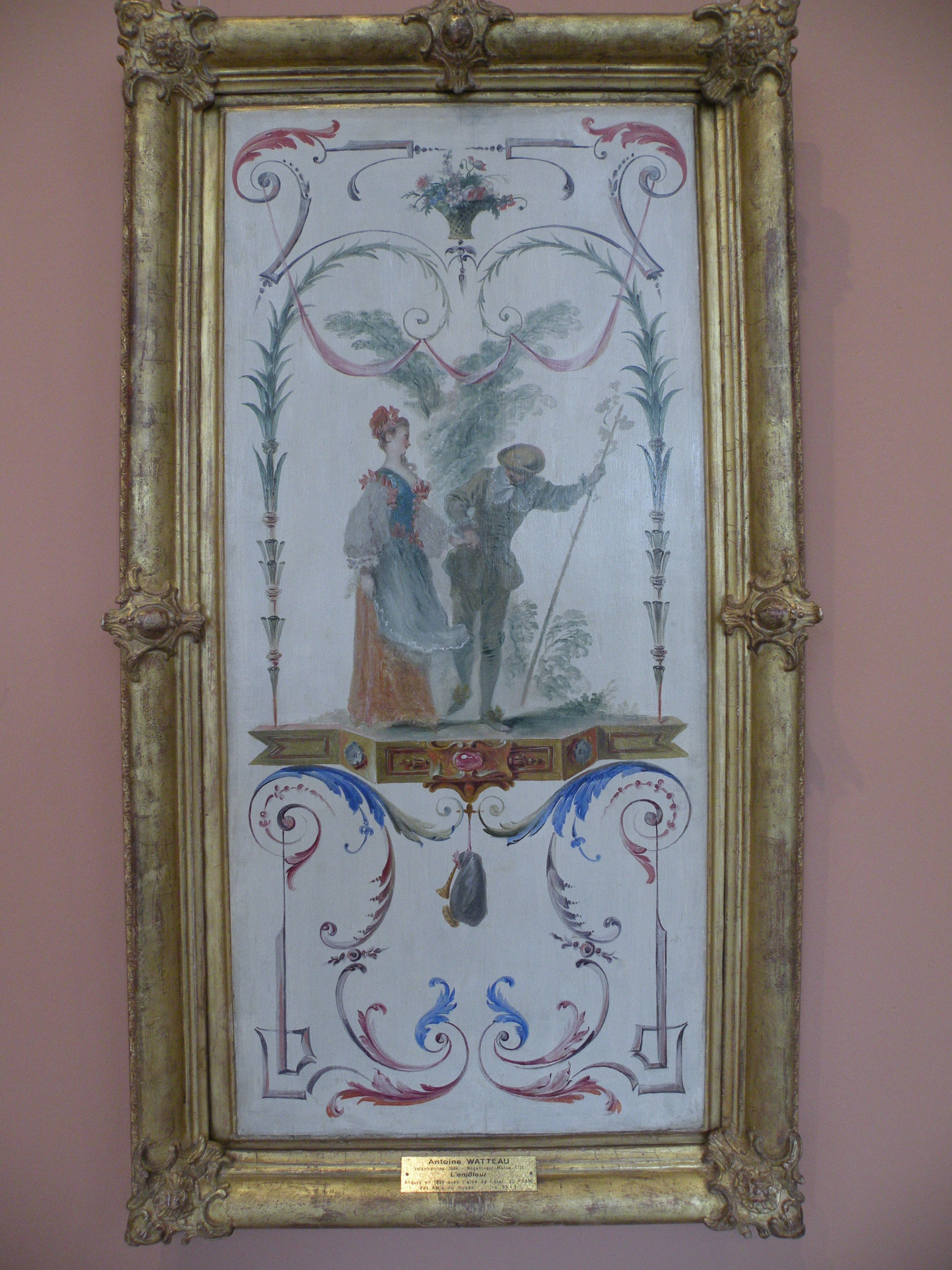
Antoine Watteau, L'enjoleur, 1707-1708.
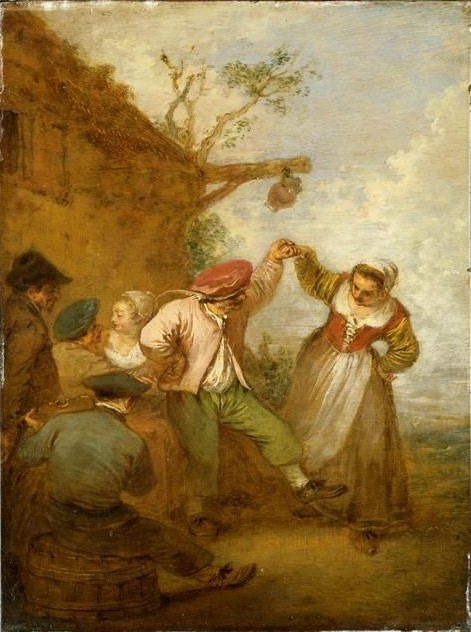
Antoine Watteau, La Vraie Gaieté, début du XVIIIe siècle.
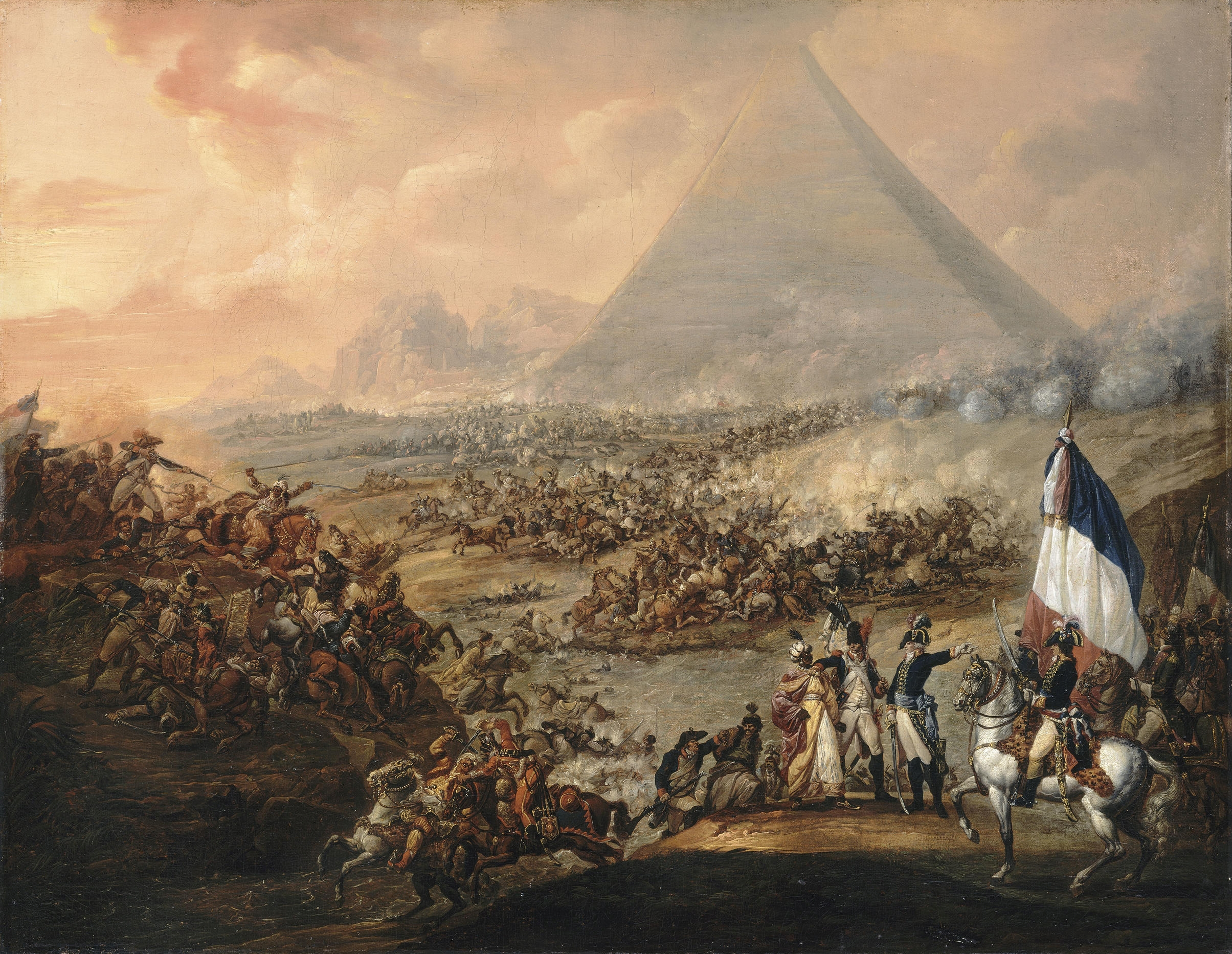
François Watteau, La Bataille des Pyramides (1798-1799).
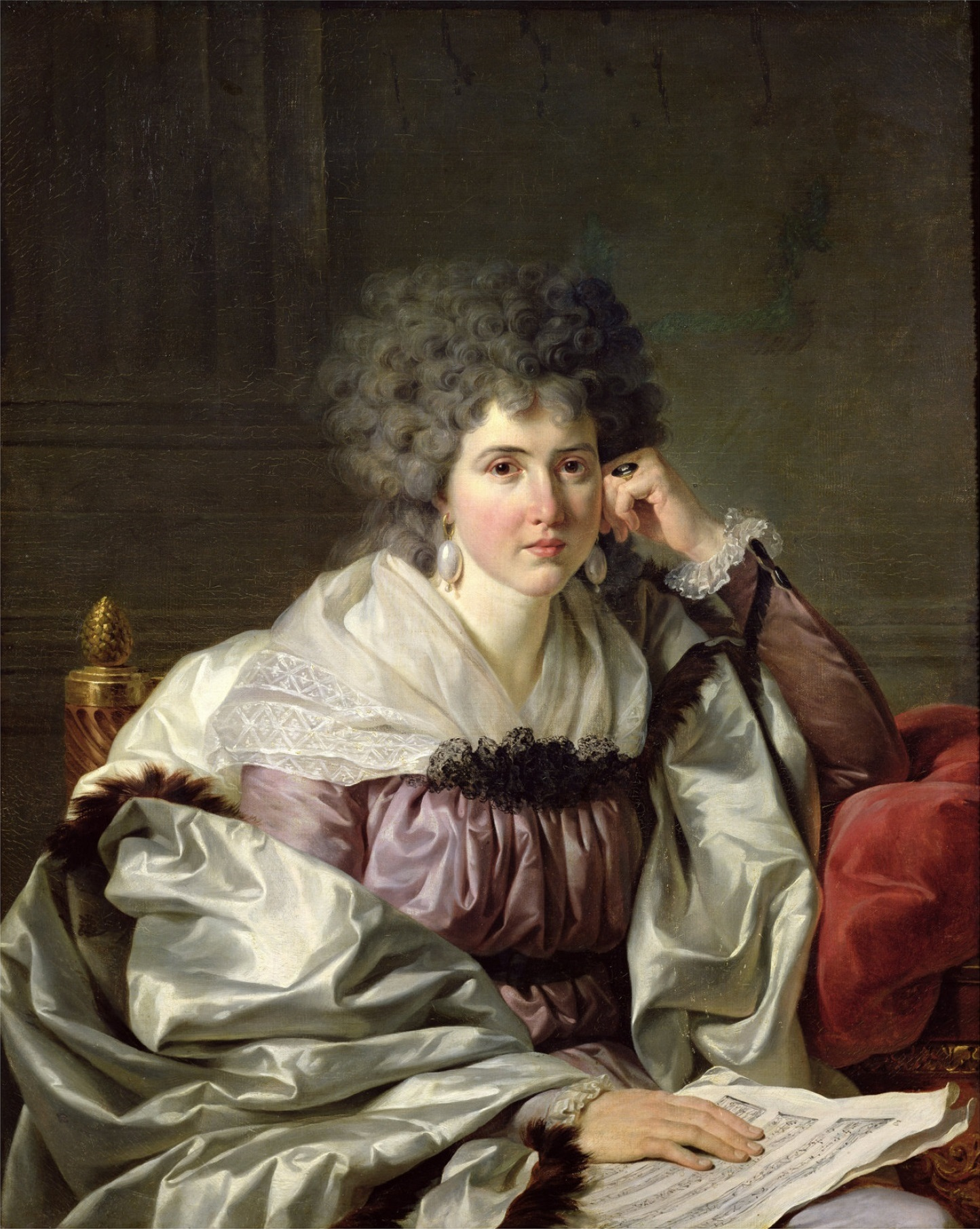
Jean-Charles Nicaise Perrin, Madame Nicaise Perrin, née Catherine Deleuze (vers 1800).
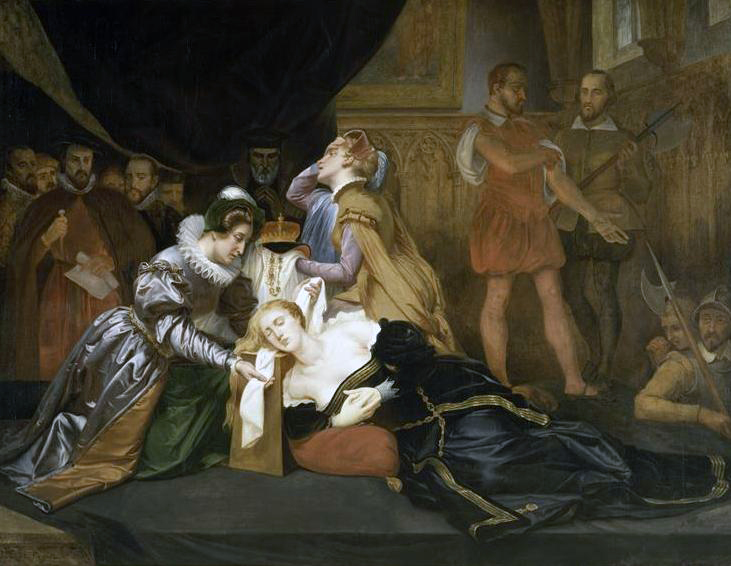
Abel de Pujol, La Mort de Marie Stuart, 1587 (1re moitié du XIXe siècle).

### Sculptures
- Le musée présente de nombreuses œuvres de Jean-Baptiste Carpeaux (1827-1875), sculpteur et peintre né à Valenciennes.
- De nombreuses sculptures ornent le parcours et répondent aux œuvres peintes. Elles vont du XVIIe siècle jusqu'au XXe siècle

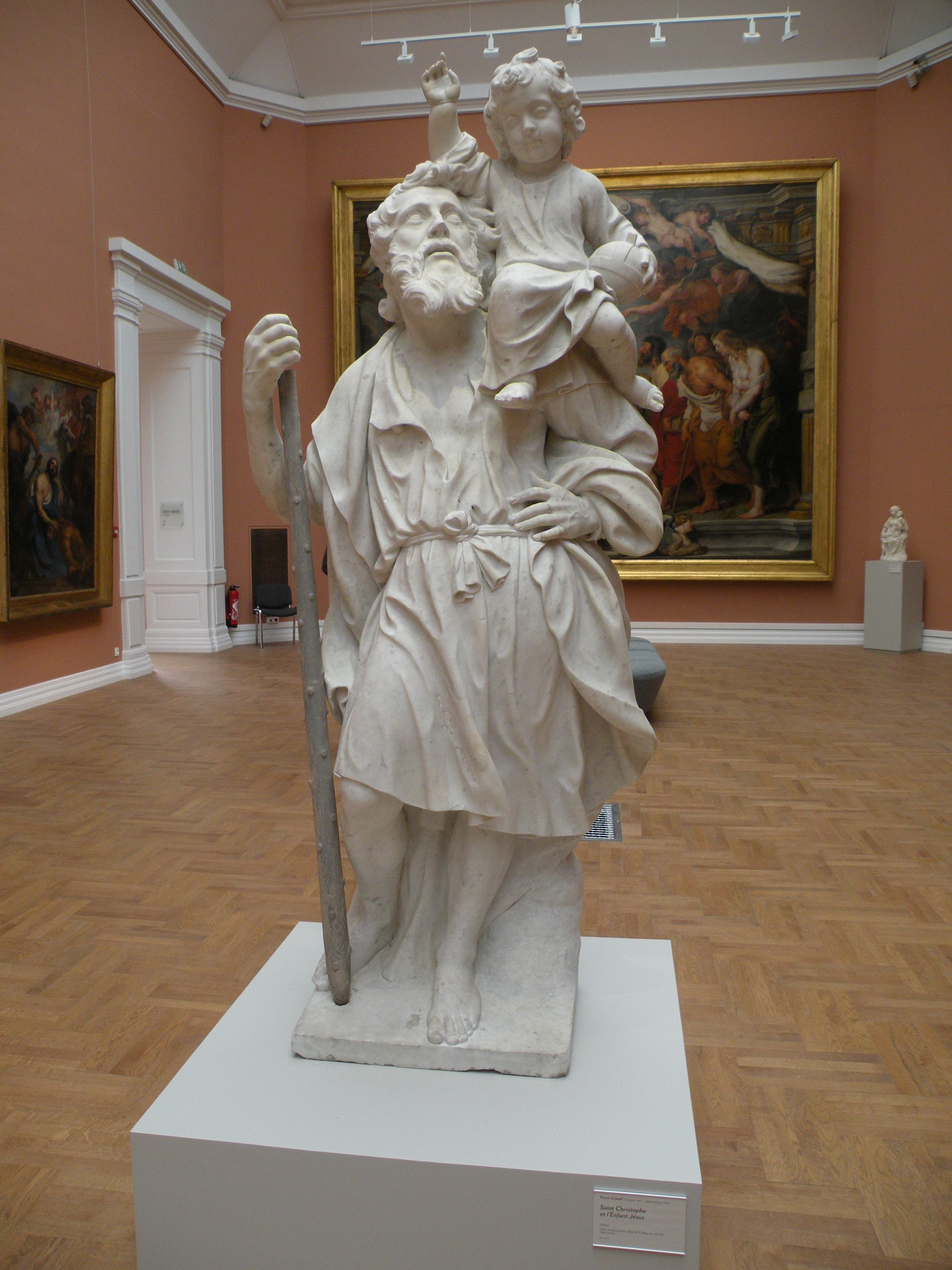
Pierre Schleiff, Saint Christophe et l'enfant Jésus, XVIIe siècle
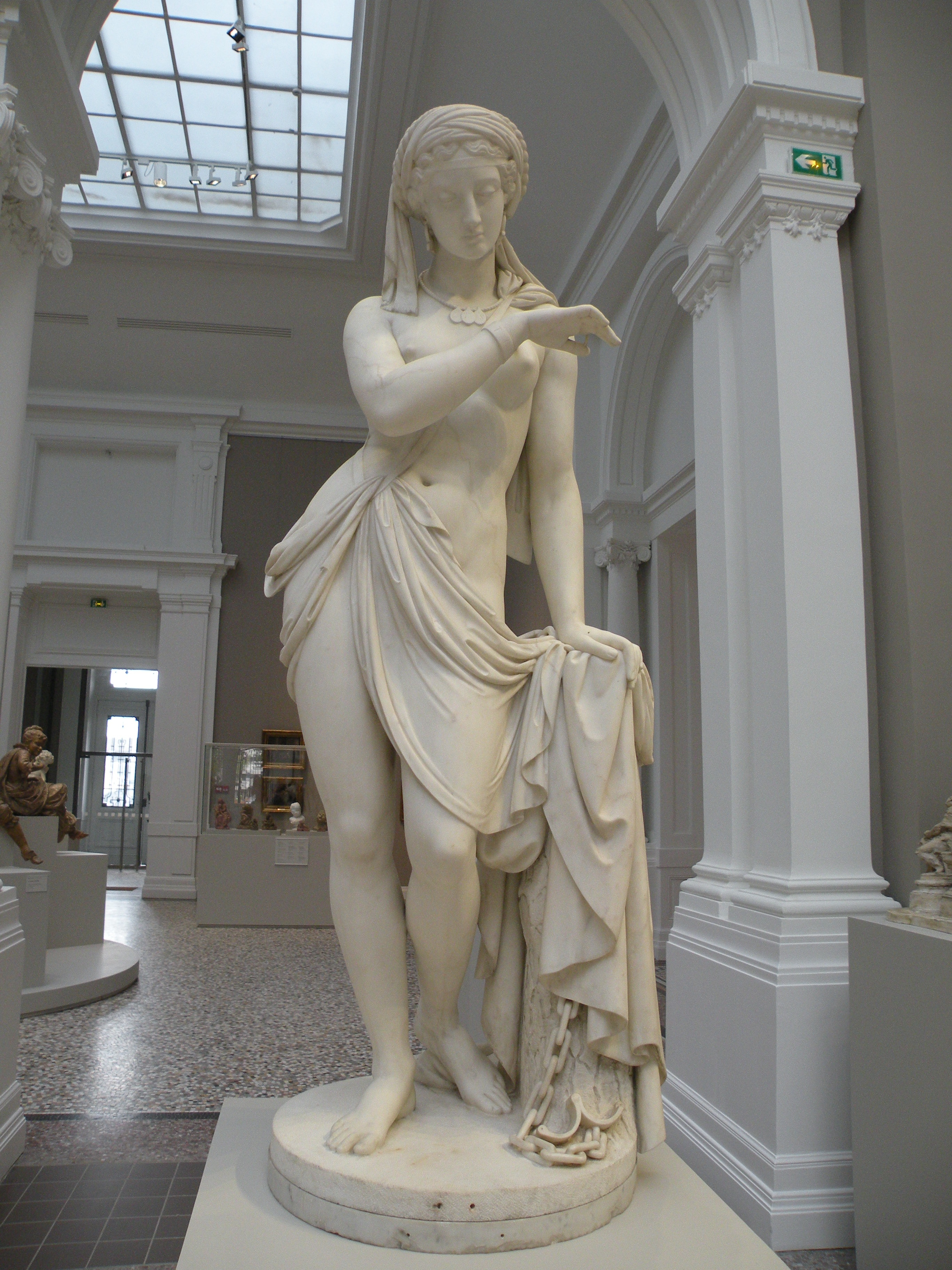
Scipione Tadolini, l'esclave, XIXe siècle
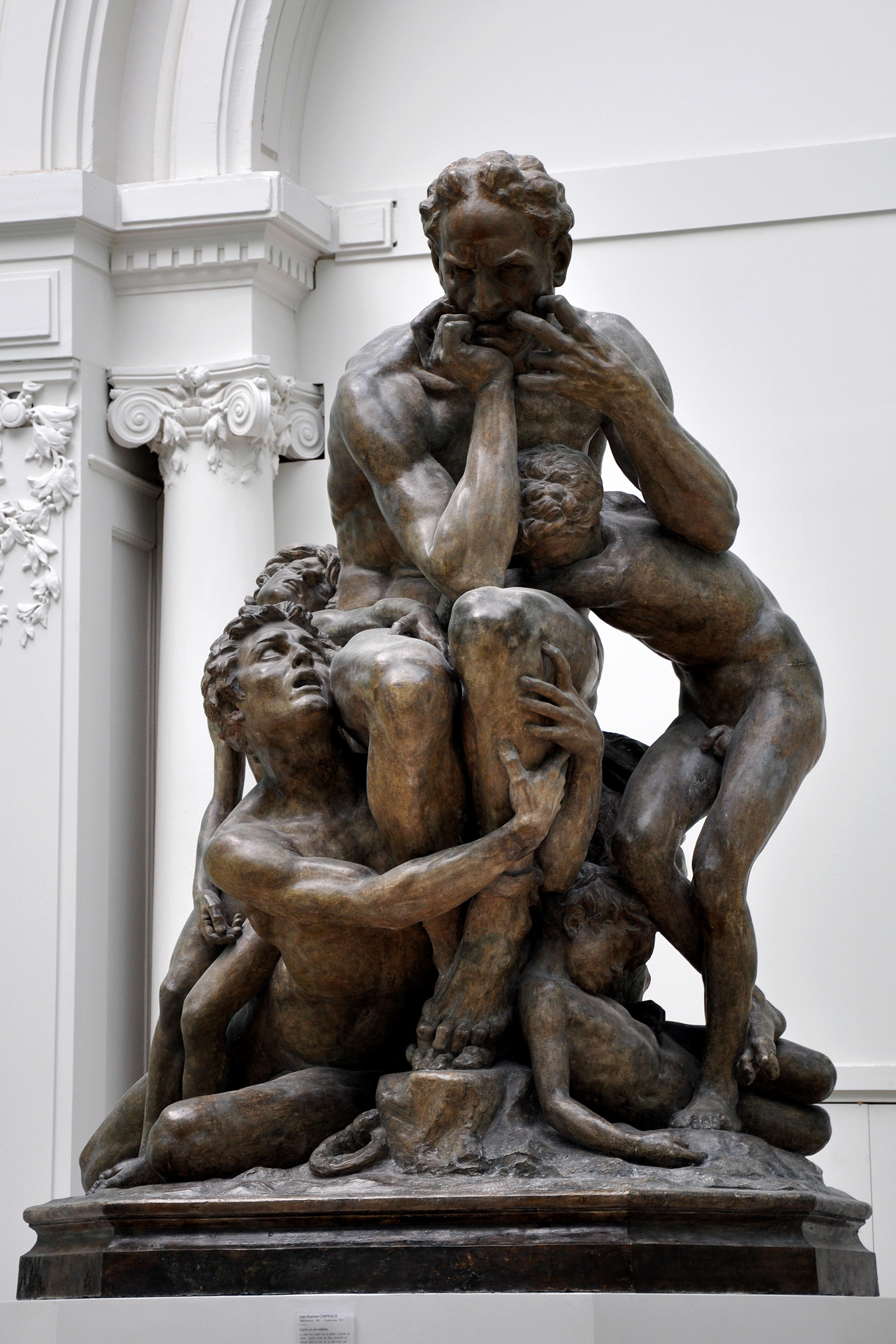
Jean-Baptiste Carpeaux, Ugolin et ses fils, 1857.
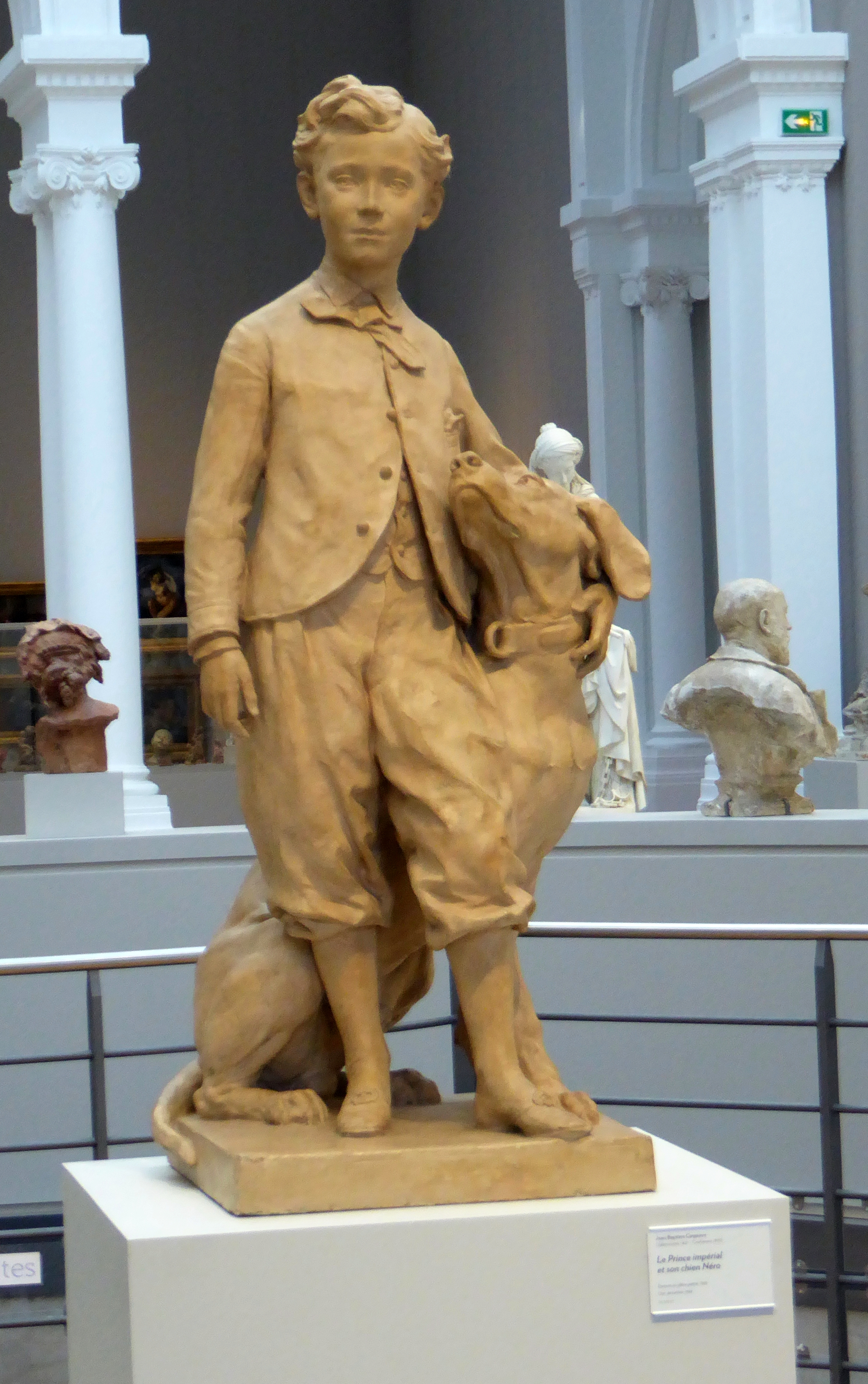
Jean-Baptiste Carpeaux, Le Prince Impérial et son chien Néro, 1865
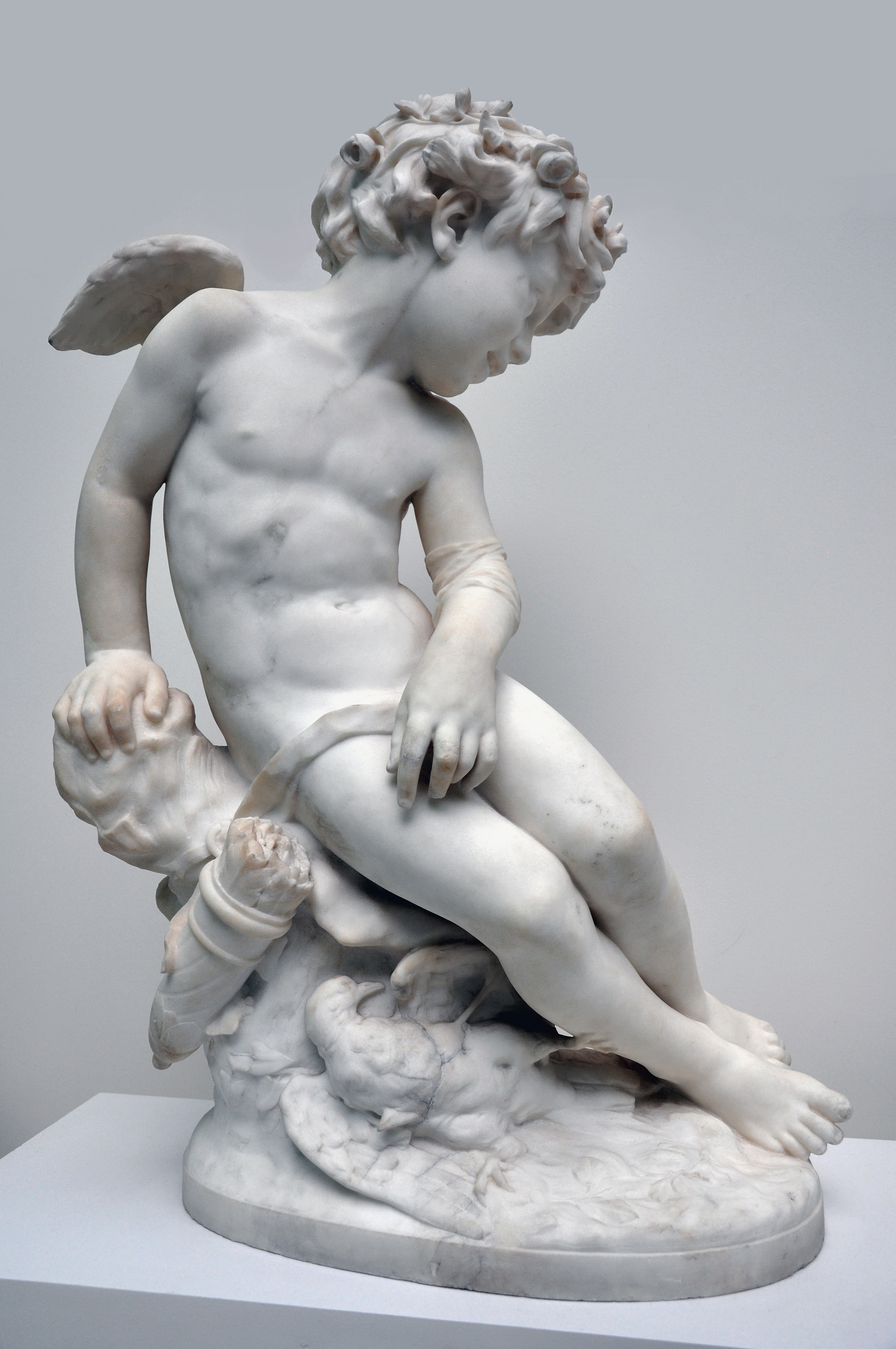
Jean-Baptiste Carpeaux, L'amour blessé, 1873.
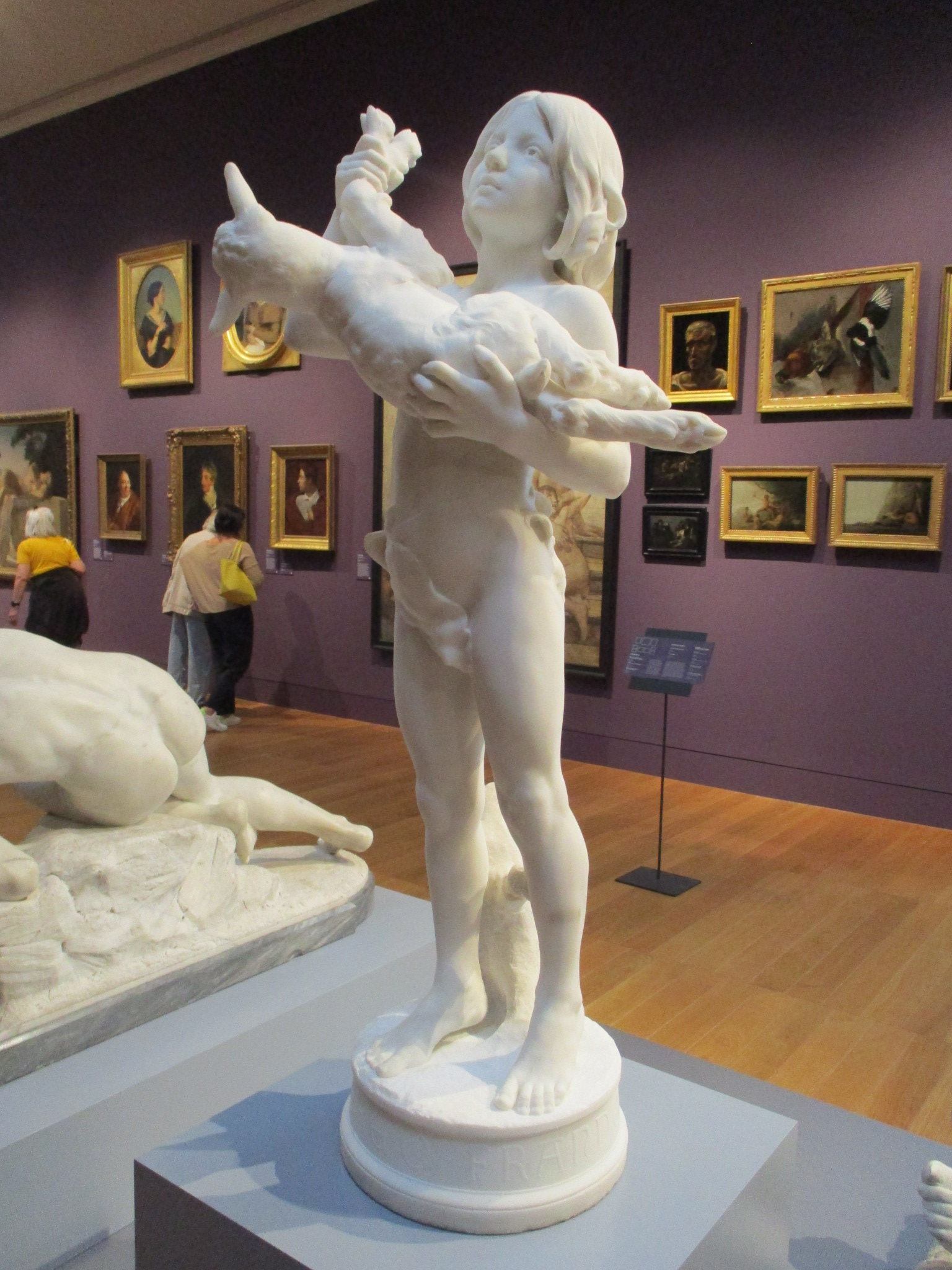
Léon Fagel, La Première Offrande d'Abel, 1887.
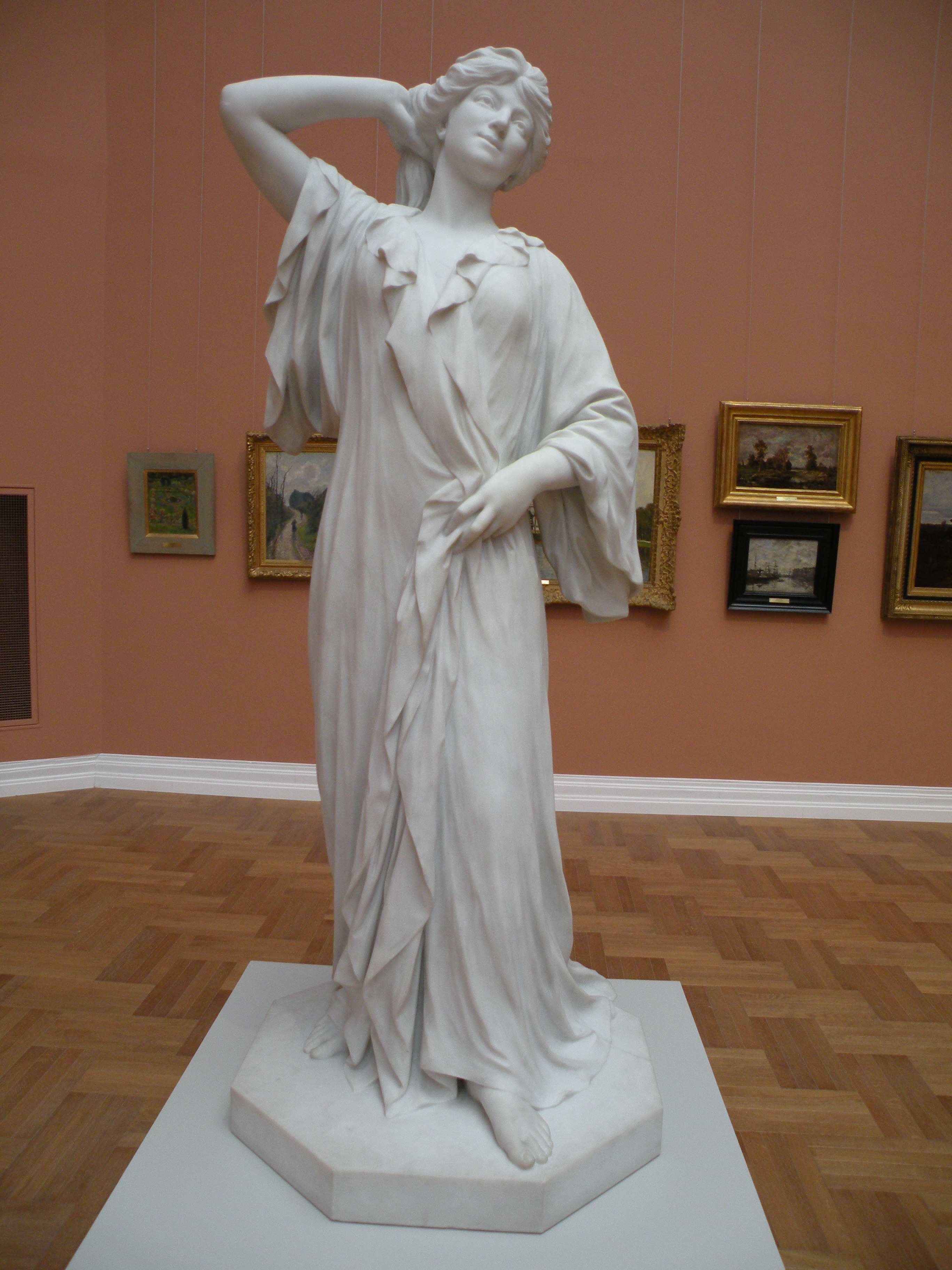
Gustave Crauk, Le Matin, 1902.
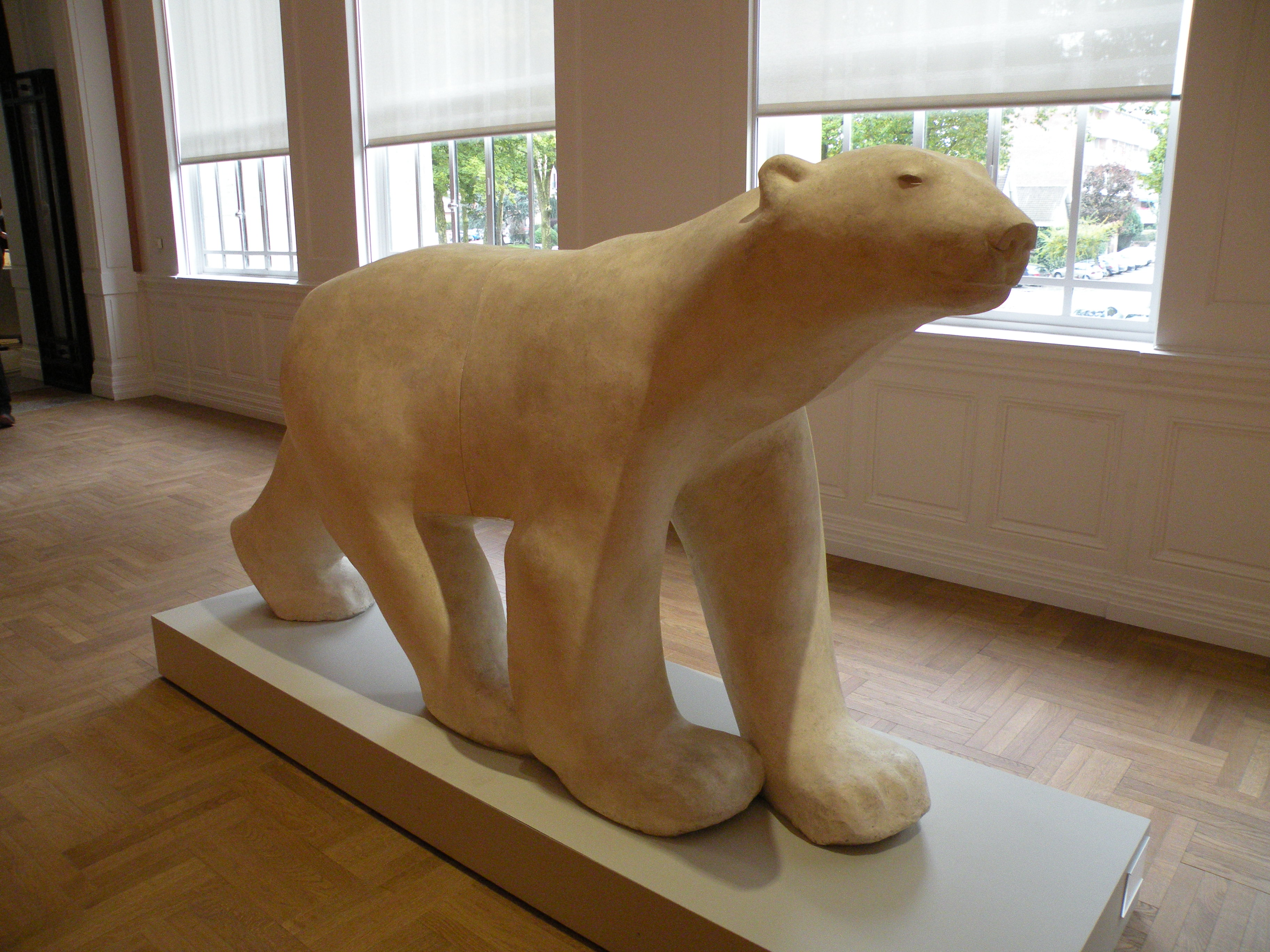
François Pompon, Ours, 1922.

### Archéologie
- La crypte archéologique présente une collection d'antiquités et d'objets archéologiques valenciennois. Cette collection s'étend de la préhistoire à l'époque moderne.

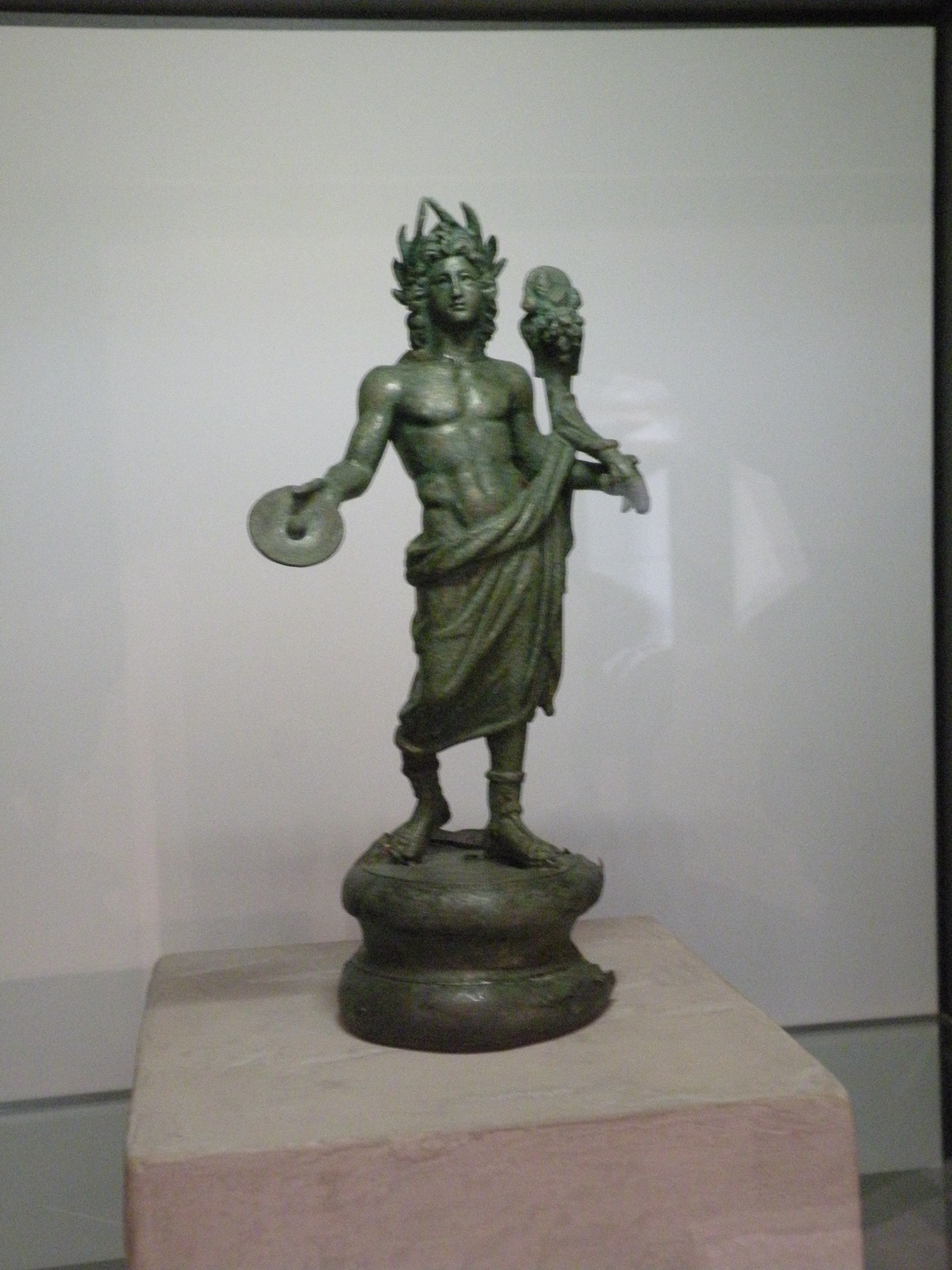
Dieu lare, bronze, époque gallo-romaine.
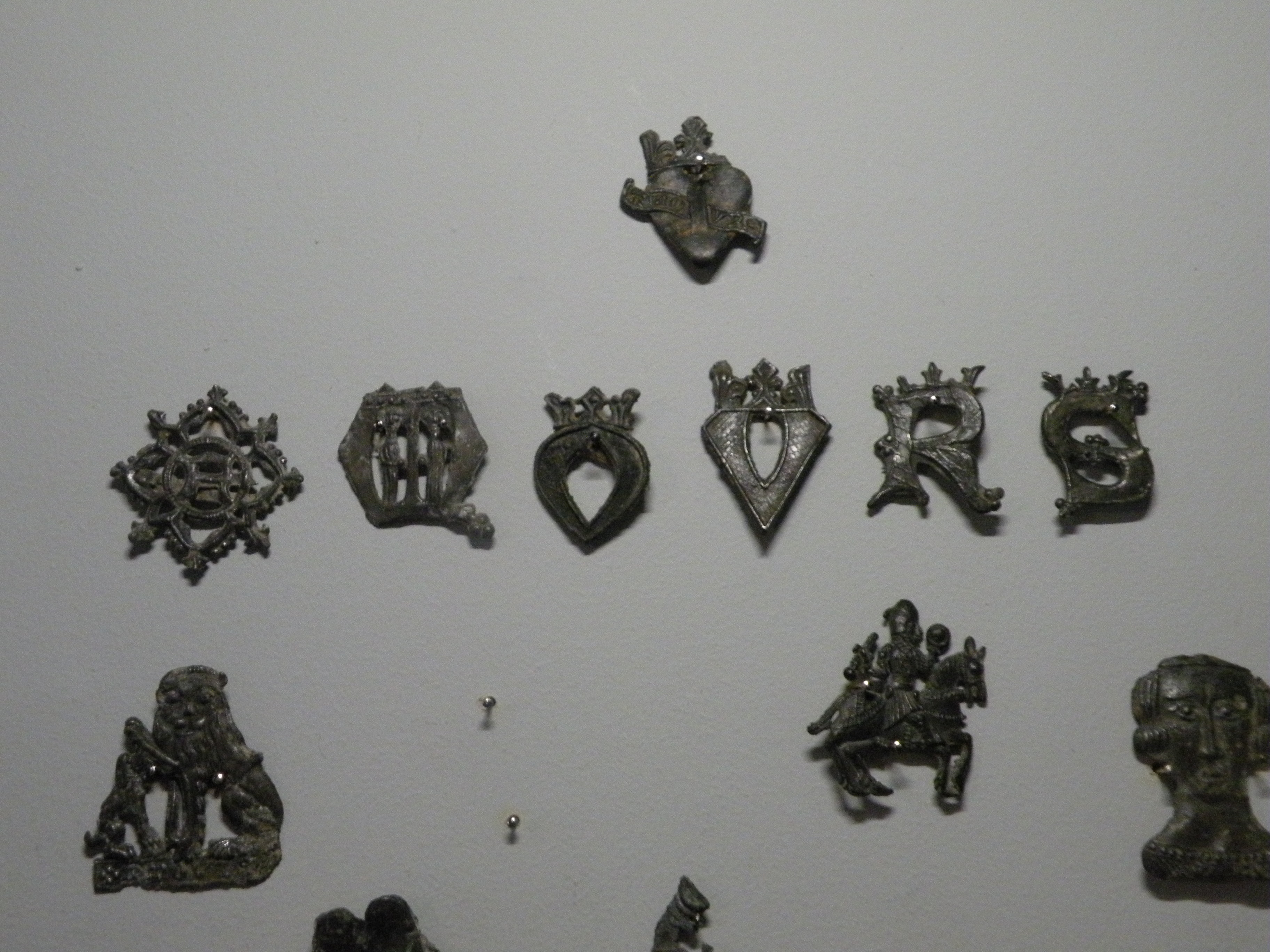
Enseignes de pèlerinage, Moyen Âge.
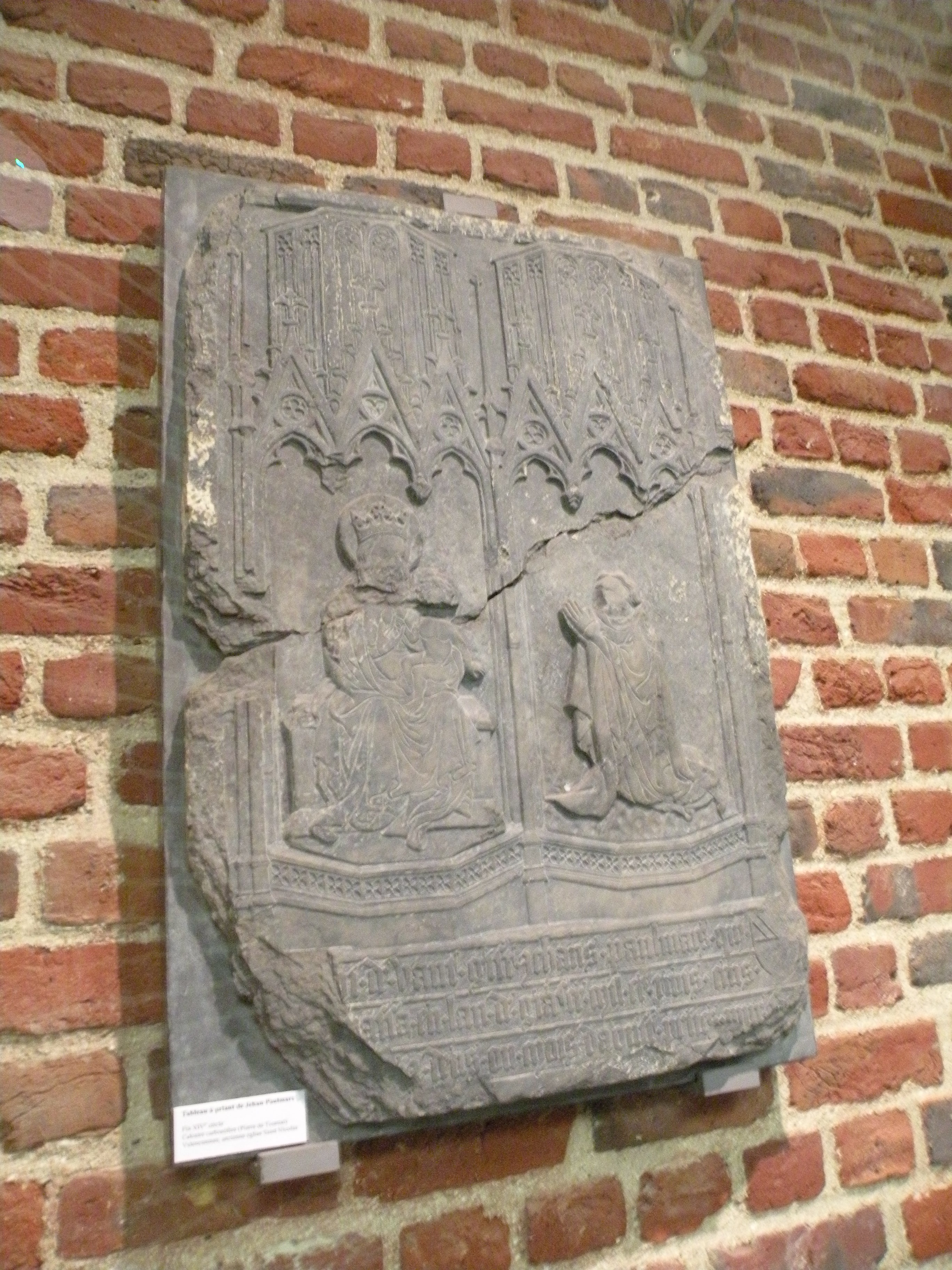
Stèle funéraire, Moyen Âge
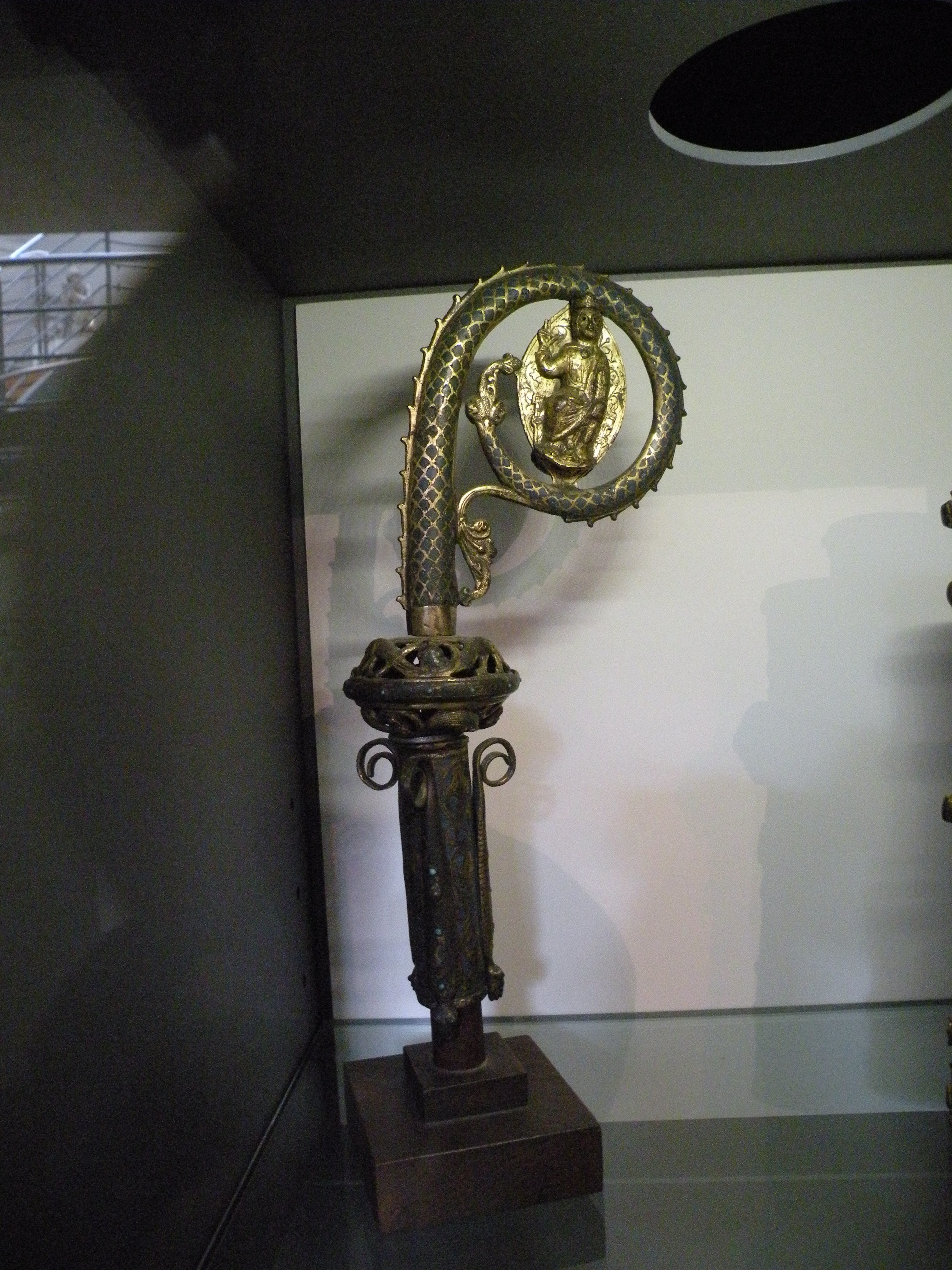
Crosse d'évêque, Moyen Âge.

### Cabinet de dessins
- Enfin, le musée possède également un cabinet des dessins préservant des dessins de nombreux artistes, comme Jean-Baptiste Carpeaux (une centaine de carnets de croquis et environ cinq mille dessins)[11], Antoine Watteau, Abel de Pujol[12]... Ce fonds est régulièrement enrichi et fait l'objet de valorisation dans le cadre d'expositions temporaires[11].

## Un musée actif
Le musée des Beaux-arts de Valenciennes possède une salle de conférence et des salles pédagogiques.

## Pour approfondir